# Горан Ћирић
Горан Ћирић (рођен 1960, Ниш) је дипломирани инжењер електротехнике и генерални директор Јавног предузећа ПТТ саобраћаја Србије, од 1. новембра 2007, где се задржао до септембра 2012.Тренуто је шеф посланичке групе Демократске странке у скупштини Србије.
Дипломирао је 1984. на Електронском факултету у Нишу. Од тада је радио као инжењер техничке подршке имплементације софтверских пројеката све до 1991. Потом је на челу тима који се бавио пројектовањем интегрисаних информационих система заснованих на технологији компаније Oracle.
Године 1997. постаје члан извршног одбора Скупштине града Ниша да би од 2000. до 2004. године био градоначелник Ниша и народни посланик.
У два мандата је био председавајући у председништвима Сталне конференције градова и општина (СКГО).
Изабран је за потпредседника Демократске странке (ДС) у новембру 2012. Септембра 2020. године искључен је из Демократске странке.